# Ehrensachen
Ehrensachen (englischer Originaltitel: Matters of Honor) ist ein Roman des amerikanischen Schriftstellers Louis Begley. Er erschien im Jahr 2007 beim New Yorker Verlag Alfred A. Knopf. Im selben Jahr veröffentlichte der Suhrkamp Verlag die deutsche Übersetzung von Christa Krüger. Der Roman handelt von drei jungen Studenten aus unterschiedlichen Familienverhältnissen, die sich im College eine Studentenwohnung teilen, und ihrem weiteren Lebenslauf.

## Inhalt
Drei junge Männer werden um das Jahr 1950 herum im Harvard College zu Zimmergenossen: Der Erzähler Samuel „Sam“ Standish entstammt einer amerikanischen Oberschichtfamilie aus Neuengland. Erst kürzlich hat er erfahren, dass er von seinen ungeliebten Eltern adoptiert wurde. Nun findet er Anschluss bei seinem älteren Cousin George, der bereits in Harvard studiert und aus dem weitaus einflussreicheren Zweig der Familie Standish stammt. Archibald „Archie“ P. Palmer III. ist Sprössling einer Offiziersdynastie und mehr an Mädchen und Alkohol als am Lehrstoff interessiert. Über südamerikanische Kommilitonen versucht er Kontakte zu den angesehenen Studentenclubs zu knüpfen. Henry White – eigentlich Henryk Weiss – hingegen ist der Sohn von polnisch-jüdischen Einwanderern, die nach der Verfolgung während der Zeit des Nationalsozialismus in die USA emigriert sind. Er leidet nicht nur unter seiner kleinbürgerlichen Herkunft, sondern vor allem unter dem auch in seiner neuen Heimat stets unterschwellig vorhandenen Antisemitismus, und kämpft durch besonderen Lerneifer und Strebsamkeit gegen die Vorurteile an.
Gleich am ersten Tag im College macht Henry die schicksalhafte Bekanntschaft einer jungen Radcliffe-Studentin, die ihm spielerisch Kusshände zuwirft. Margot Hornung ist die Tochter eines wohlhabenden Amsterdamer Bankiers, der noch vor dem Krieg sein Kapital und seine Kunstsammlung nach Amerika gerettet hat und nun in New York lebt. Obwohl sich Henry sofort in die junge Frau verliebt, wagt er ihr aus Minderwertigkeitskomplexen lange nicht unter die Augen zu treten, bis seine Mitbewohner eine Wiederbegegnung arrangieren. Margot erwidert Henrys Gefühle bloß platonisch und hält ihn immer wieder auf Distanz, da sie sich von anderen, dominanteren Männern angezogen fühlt. Sam hingegen erleidet in der Folge einer Prügelei im Nachtviertel von New Orleans, in das ihn sein Cousin George auf der Suche nach käuflichen Frauen geschleift hat, einen Nervenzusammenbruch und muss wegen Depressionen sein Studium unterbrechen.
Mit dem Ende des College trennen sich die Lebenswege der drei Studenten. Sam veröffentlicht ein Buch und wird ein gefeierter Schriftsteller. Henry geht zur Armee und streitet sich bei einem Heimaturlaub so heftig mit seiner besitzergreifenden Mutter, dass diese Selbstmord verübt. Kurz darauf stirbt auch der Vater an einem Schlaganfall. Henry beginnt ein Studium an der Harvard Law School, doch er leidet unter der Schuld am Tod seiner Eltern, die er sich zuschreibt. Archie ist Investmentbanker an der Wall Street geworden und heiratet eine deutschstämmige Südamerikanerin namens Alma. Auf der Hochzeitsreise rast er unter Alkoholeinfluss in den Tod. In Paris trifft Sam sowohl Margot, die einen älteren französischen Schriftsteller geheiratet hat, den sie für einen amerikanischen Filmemacher verlässt, als auch Henry wieder, der nach Abschluss seines Studiums in die Anwaltskanzlei Wiggins & O’Reilly eingetreten ist und nun in deren französischer Dependance arbeitet. Eine enge Freundschaft verbindet ihn mit seinem wichtigsten Klienten, dem vermögenden belgischen Bankier Hubert Comte de Saint-Terre. Doch nach dem Amtsantritt Mitterrands und dessen geplanter Verstaatlichung einer Bank des Belgiers kommt es über die von Henry ersonnenen Rettungsmaßnahmen zu einem Zerwürfnis zwischen dem Anwalt und seinem Klienten.
Henry nützt die Gelegenheit, mit seinem bisherigen Leben abzuschließen und bei der Kanzlei zu kündigen. In einem Gespräch mit Sam begründet er, dass er sein Leben lang versucht habe, seine jüdische Identität zu verleugnen, was ihm nur Schmach und Schande eingebracht habe. Nun möchte er ein völlig neues Leben beginnen. Tatsächlich ist Henry bereits am nächsten Tag untergetaucht, und Sam gelingt es über Jahrzehnte nicht mehr, seine Spuren aufzufinden. Erst mit knapp 70 trifft Sam Margot wieder, die sich und ihm gemeinsam die Schuld gibt, Henry korrumpiert und in ein Leben gedrängt zu haben, das ihm nicht entsprochen habe. Doch auch sie hat ihrem ehemaligen Verehrer in Momenten des Bedauerns der verpassten Chancen nachgespürt. So kann sie Sam verraten, dass er inzwischen als Henri Leblanc in Avignon lebt. Sam reist nach Frankreich und trifft seinen alten Freund wieder, der ein glückliches Leben an der Seite einer Französin namens Mireille zu führen scheint. Henry begründet, dass er sämtliche Brücken hinter sich abbrechen musste, weil es ihm an der Seite seiner alten „Komplizen“ nie gelungen wäre, sein altes „kriminelles“ Leben hinter sich zu lassen. Doch wie Margot ihren Sohn nach Henry benannt hat, gab dieser seinem inzwischen erwachsenen Sohn den Namen seines alten Freundes Sam.

## Interpretation
Mit Ehrensachen greift Begley ein Thema seines frühen Romans Der Mann, der zu spät kam wieder auf: die Assimilation eines polnisch-jüdischen Immigranten in seiner neuen Heimat Amerika um den Preis der Selbstaufgabe. Auch die Erzählperspektive gleicht dem frühen Werk: Der Ich-Erzähler ist ein Freund des Einwanderers und beobachtet dessen Schicksal aus einer eigenen, subjektiven Perspektive. Wie Jack in Der Mann, der zu spät kam entstammt auch Sam als typischer WASP einer privilegierten Familie der amerikanischen Oberschicht. Anders als Jack ist er jedoch nicht vollkommen mit sich und seiner gesellschaftlichen Position im Reinen: Er ist ein Adoptivkind, das sich von seinen Eltern ungeliebt fühlt, der Roman deutet seine verborgene Homosexualität an, und er befindet sich aufgrund seiner Depressionen in lebenslanger psychotherapeutischer Behandlung. Sein Erzählstil ist nicht die Prosa eines brillanten Schriftstellers, sondern der lakonische, auf psychologische Deutungen verzichtende Bericht eines beobachtenden Außenseiters.
Ehrensachen ist ein Gesellschaftsroman, der über die Abläufe an amerikanischen Spitzenuniversitäten den Widerspruch zwischen dem amerikanischen Traum einer Meritokratie und der gesellschaftlichen Realität einer Herrschaft des Geldadels aufzeigt. Er ist jedoch auch ein Bildungsroman, in dem die zentrale Figur Henry sich selbst zu erfinden versucht und sich so sehr an seine amerikanischen Vorbilder anpasst, bis er von ihnen ununterscheidbar wird. Dazu muss er seine jüdische Herkunft verleugnen, was sich zu einem Loyalitätskonflikt mit seinen Eltern auswächst, der dramatisch endet. Sam und Margot unterstützen beide auf ihre Weise Henry in seinem Bemühen, seine Außenseiterrolle abzulegen, und vertreiben ihn gerade dadurch aus ihrer Freundschaft. Als Henry aus dem amerikanischen Traum erwacht und sich als Außenseiter zu akzeptieren lernt, erreicht er dies nur mit dem völligen Abbruch seiner früheren Beziehungen.
Während in Begleys frühem Roman Der Mann, der zu spät kam die Anpassung an die gesellschaftlichen Normen eine selbstzerstörerische Wirkung zeigt, die den Protagonisten Ben letztlich in den Suizid treibt, kann sich Henry am Ende des Romans retten, indem er die Neuerschaffung seines Selbst aufgibt und ein weiteres Mal emigriert, um in Frankreich endlich offen das ihm gemäße Leben eines Fremden zu leben. Statt seiner selbst muss er dazu allerdings die Freundschaft zu Sam und Margot zerstören. Die Suche nach dem wahren Selbst bleibt vergeblich. Der Erzähler Sam zieht das Fazit: „Ich bin mir nicht einmal sicher, ob hinter all meinen Masken je ein wahres Selbst versteckt war – es sei denn dieses Selbst wäre die Summe meiner privaten Lügen und Klitterungen.“ Diese Aussage lässt sich auf Henry wie auf alle Protagonisten Begleys erweitern.

## Ausgaben
- Louis Begley: Matters of Honor. Alfred A. Knopf, New York 2007, ISBN 978-0-307-26525-8.
- Louis Begley: Ehrensachen. Aus dem Amerikanischen von Christa Krüger. Suhrkamp, Frankfurt am Main 2007, ISBN 978-3-518-41870-3.